# E-Periodica
E-periodica, ex Swiss Electronic Academic Library Service, è la piattaforma di archiviazione digitale dei periodici pubblicati nel territorio elvetico o relativi alla Svizzera. Il sito web e l'archivio digitale sono gestiti dalla Biblioteca del Politecnico federale di Zurigo (ETH) in collaborazione con la Biblioteca nazionale svizzera.
A luglio del 2017, E-Periodica forniva l'accesso a 266 riviste per un totale di circa 6 milioni di pagine.

## Storia
Il nome del sito fu inizialmente retro.seals.ch (acronimo di Swiss Electronic Academic Library Service), un progetto nato nel 2006 dal consorzio delle biblioteche universitarie svizzere nell'ambito di e-lib.ch. Dieci anni più tardi, fu radicalmente riprogettato e assunse il nome di E-Periodica.

## Descrizione
L'archivio copre le seguenti aree tematiche: scienze naturali, architettura, matematica, storia, geografia, arte e cultura,politica ambientale e sociale. La Biblioteca dell'ETH cura la digitalizzazione dei testi a stampa che la loro diffusione online con relativi metadati.
I contenuti sono consultabili in modalità integrale e possono essere esportati in formato PDF. Tutte le riviste sono accessibili in modo libero e gratuito, sulla piattaforma.
A luglio del 2017, E-Periodica forniva l'accesso a 266 riviste per un totale di circa 6 milioni di pagine.

I diritti d'autore sono dei singoli editori che tramite codice DOI hanno facoltà di collegare i propri titoli a e-periodica per l'archiviazione. Gli accordi stipulati con alcuni di essi prevedono una finestra editoriale che può estendersi fino ad un massimo di cinque anni.